# Vulpavus
Genre
Espèces de rang inférieur
- † V. australis
- † V. canavus
- † V. ovatus
- † V. palustris (espèce type)
- † V. profectus
- † V. completus
- † V. farsonensis

Vulpavus est un genre fossile de mammifères de la famille également éteinte des Miacidae. Il a vécu en Amérique du Nord au cours de l'Éocène inférieur et moyen, soit il y a environ entre 50 et 37 Ma (millions d'années).

## Description
Il mesurait entre 60 et 90 centimètres de long et pesait environ 1,20 kilogramme.

## Liste des espèces
D'après The Paleobiology Database :
- † V. australis ;
- † V. canavus ;
- † V. ovatus ;
- † V. palustris (espèce type) ;
- † V. profectus ;
- † V. completus ;
- † V. farsonensis.